# 斗山
持株會社斗山（：／）是總部位於大韩民国首爾特別市中區乙支路6街的控股公司。

## 歷史
1896年，朴承稷商店開業。1925年改為斗山商店。1998年合併9家子企業成立斗山株式會社。2009年轉為持株會社（控股公司）。